# Ernst Meister (Landrat)
Ernst Meister war ein deutscher Jurist und Landrat.

## Leben und Wirken
Nach dem Schulbesuch und Studium der Rechtswissenschaften legte er am 28. Mai 1919 die juristische große Staatsprüfung ab. Danach war er als Regierungsrat im öffentlichen Dienst tätig und arbeitete beim Polizeipräsidium in Berlin.
Am 24. August 1926 wurde er zum Landrat des preußischen Kreises Delitzsch ernannt, nachdem er diese Funktion bereits seit April 1926 kommissarisch ausgeübt hatte. Nach der Machtergreifung der Nationalsozialisten blieb er weiterhin bis zum Ende des Zweiten Weltkrieges im Amt. Er wurde mit aufgegriffenen deutschen Soldaten in das Sammellager Helfta gebracht und anschließend in Bad Kreuznach inhaftiert.